# Ride the Bullet
«Ride the Bullet» —en español: «Monta la bala»— es una canción eurodance grabada por la banda sueca Army of Lovers.

## Publicación
La canción fue escrita por Alexander Bard, Anders Wollbeck, Jean-Pierre Barda, Emil Hellman y Camilla Henemark̟. Fue publicada originalmente en su álbum de 1990 Disco Extravaganza. En 1991 fue remezclada y luego incluida en el segundo álbum del grupo, Massive Luxury Overdose. Se publicó un sencillo ambas veces, en 1990 y 1992.
La versión de 1990 cuenta con la voz de La Camilla, pero en el remix de 1992 fue reemplazada por De La Cour después que Camilla dejara el grupo en 1991.
El remiz de 1992 de «Ride the Bullet» encabezó las listas en Israel y alcanzó la cuarta posición en Austria, sexta en Finlandia y undécima en Bélgica. En Suecia el sencillo alcanzó la trigésimo segunda posición.

## Vídeo musical
Se hicieron dos videoclips diferentes, uno con La Camilla en 1990 y el otro con De La Cour en 1992.

## Lista de canciones
CD-Maxi (Francia, 1990)
1. "Ride The Bullet" - 4:28
2. "Ride The Bullet" (Extended Vaganza Mix) - 9:50
3. "Ride The Bullet" (Swemix Hip House Remix) - 5:40

CD-Maxi (Suecia, 1992)
1. "Ride The Bullet" (Radio Edit) - 3:25
2. "Ride The Bullet" (Tren De Amor Mix) - 6:22
3. "Ride The Bullet" (Molotov Cocktail Mix) - 4:56
4. "Love Me Like A Loaded Gun" (Radio Edit) - 3:24
5. "Love Me Like A Loaded Gun" (Atomic Macho Mix) - 5:51

## Posicionamiento en las listas
| Lista (1992)                         | Mejor posición |
| ------------------------------------ | -------------- |
| Austria (Ö3 Austria Top 40)          | 4              |
| Bélgica (Ultratop Flanders))         | 12             |
| Europa (European Hot 100 Singles)    | 40             |
| Finlandia (Suomen virallinen lista)  | 6              |
| Alemania (GfK Entertainment Charts)  | 22             |
| Grecia (Virgin)                      | 9              |
| Israel (Israeli Singles Chart)       | 1              |
| Países Bajos (Dutch Top 40)          | 2              |
| Países Bajos (Single Top 100)        | 34             |
| Suecia (Sverigetopplistan)           | 32             |
| Suiza (Schweizer Hitparade)          | 40             |
| UK Singles (Official Charts Company) | 67             |

- Datos: Q30635010